# Heinrich von Kalnein

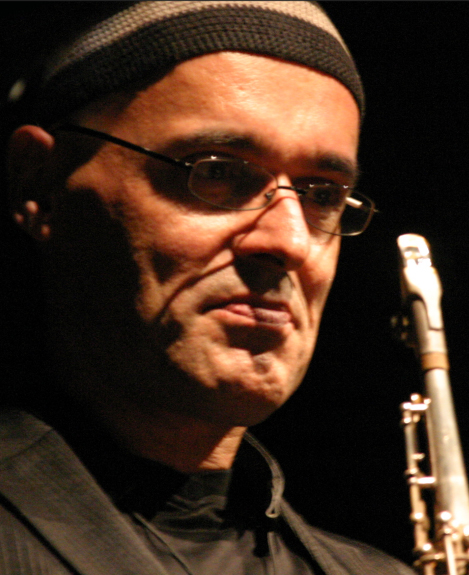
Heinrich von Kalnein, Porträt

Heinrich Graf von Kalnein (* 4. Juli 1960 in Baden-Baden) ist ein deutscher, in Österreich lebender Jazzmusiker (Sopran-, Alt- und Tenorsaxophon, Flöte, Elektronik), Komponist und Universitätslehrer.

## Leben und Wirken
Heinrich von Kalnein ist Sohn des Kunsthistorikers Wend Graf von Kalnein und der Livia, geb. Freiin von Thielmann, einer Tochter des preußischen Landrats Adolf Freiherr von Thielmann. Er wuchs in Düsseldorf und Neuss auf und erhielt ab seinem elften Lebensjahr Unterricht in Querflöte, später auch Saxophon. Während seiner Ausbildung zum Verlagsbuchhändler von 1980 bis 1982 im Athenäum Verlag nahm er Unterricht bei Christof Lauer und spielte im Ensemble „Ominous Mirage“ des polnischen Saxophonisten und Komponisten Janusz Podrazik.
In den Jahren von 1982 bis 1987 studierte er an der Universität für Musik und darstellende Kunst Graz bei Karlheinz Miklin und Carl Drewo Jazz-Saxophon und schloss 1987 mit Auszeichnung ab.
Aufbauend war er Mitglied der Meisterklasse von Dave Liebman. Mit Tscho Theissing und Christian Muthspiel arbeitete er im von Günter Meinhart gegründeten „Orchesterforum Graz“, das ab 1982 im Crossover-Bereich aktiv war. Ab 1986 arbeitete er mit dem experimentellen Trio X-tra (mit Lars Lindvall und Uli Rennert), das auch auf der Ars Electronica und der Styriarte auftrat und die Alben wie Eletric Poems (1989) und life traKs vorlegte. Mit Adelhard Roidinger produzierte er 1989 die Filmmusik für die ORF-TV-Produktion Gesichtszüge – eine Sonderfahrt mit den Grazer Architekten.
Kalnein wirkte ab 1991 im Fusion-Quartett „The Quartet“ (Tell Me Your Story 1992 und Tales of Tomorrow 1994) und gründete mit Roland Schaeffer und Jatinder Thakur das Ensemble Free Winds, mit dem er Tourneen durch Indien (1996 und 1997) und Sri Lanka (1997) durchführte. 1994 gründete er die „Heinrich von Kalnein Group“ und veröffentlichte mit ihr die CDs New Directions (1995), nominiert für den Preis der deutschen Schallplattenkritik sowie Perfect World (1998) (mit Nguyên Lê und Monika Trotz). 2002 veröffentlichte er Blackbird – The Music of Lennon/McCartney (u. a. mit Ed Neumeister, Fritz Pauer, Wayne Darling und John Hollenbeck). Zwischen 1996 und 2004 arbeitete er zudem mit dem Vienna Art Orchestra (CD „All That Strauss“ 2000).
Von 2003 bis 2019 leitete Kalnein gemeinsam mit Horst-Michael Schaffer die Jazz Bigband Graz, in der mit Johannes Enders, Sebastian Gille und Henning Sieverts einige der führenden Vertreter der deutschen und österreichischen Jazz-Szene vertreten sind. 2004 produzierten die beiden die Live-CD „A Life Affair“, 2006 zusammen mit John Hollenbeck und Theo Bleckmann die CD „Joys & Desires“ sowie 2008 die CD „Electric Poetry“, 2012 die CD „Urban Folktales“ und 2016 die CD „True Stories“.
Von 2004 bis 2007 arbeitete er zusammen mit dem polnischen Sänger Marek Bałata im Quintett Songlines. Seit 2007 arbeitete er mit Gregor Hilbe und Christian Bakanic (bis 2015, seitdem mit dem türkischen Pianisten Anıl Bilgen) im weltmusikalisch geprägten Trio Kahiba.
Seit 2012 veröffentlicht Kalnein eigene musikalische Produkte vorwiegend beim eigenen Label Natango Music. Im Jahr 2015 veröffentlichte er zusammen mit dem US-amerikanischen Pianisten und Komponisten Michael Abene das Duo-Album Dreamliner. Im Jahr 2017 folgte mit dem Gitarristen Axel Fischbacher, dem Bassisten Charles Sammons und Schlagzeuger Ralf Gessler das Album One Man Disco. Zusammen mit Emiliano Sampaio (Gitarre), Gustavo Boni (Drums) und Luis André De Oliveira (E-Bass), auch bekannt als Meretrio, kam 2019 das Album Passagem heraus, dessen zehn Tracks zur Hälfte aus Kompositionen von Sampaio besteht, sowie je zwei von Kalnein und Boni. Im Jahr 2020 erschien das Doppelalbum Möbius Strip ebenfalls auf Natango Music; dessen erste CD enthält überwiegend Solo-Improvisationen, zu denen später Gina Schwarz am Bass und Lukas König am Schlagzeug spielten, die zweite CD Aufnahmen eines Saxophonquartetts mit seinen Studenten. Mit Gina Schwarz und Ramón López trat er 2021 im Saxophontrio auf, dokumentiert auf A Night in Vienna.
Im Weiteren trat Kalnein im Trio mit Adelhard Roidinger und Christian Salfellner auf, aber auch als Sideman bei Wayne Darling, Rüdiger Oppermann, Timna Brauer sowie der österreichischen Bigband Nouvelle Cuisine, deren CD „Ultimate Sentences“ 1998 den Hans-Koller-Preis erhielt. Er war Kurator des Wiener Jazzclubs Porgy & Bess und arbeitet auch als Produzent und Aufnahmeleiter.
Kalnein spielte auch mit Iain Ballamy, Django Bates, Bob Brookmeyer, Jay Clayton, Kurt Elling, Gil Evans, Heiner Goebbels, Jerry Granelli, Jon Hendricks, Doug Hammond, Peter Herbolzheimer, Marc Johnson, Sheila Jordan, Charlie Mariano, Bob Mintzer, Glen Moore, den New York Voices, Simon Nabatov, Marc Ribot, Paquito D’Rivera, Diane Schuur und Take 6.
In den Jahren von 1989 bis 1992 war Kalnein als Saxophonlehrer Mitglied der neugegründeten Jazzabteilung am Linzer Anton Bruckner Konservatorium. Seit 1995 lehrt er, zunächst als Assistenzprofessor, seit 2004 als Leiter einer eigenen Klasse, an der Universität für Musik und darstellende Kunst Graz. Seit 2014 ist er Mitglied des Fachbeirates des steirischen Landeskulturkuratoriums. Kalnein lebt und arbeitet in Graz.

## Werke (Auswahl)
- Schachmatt der alten Dame (1987)[6]
- Again, Another Folksong (1989)[6]
- A Route To The Roots – Solo für Altsaxophon (1990)[6]
- Metamorphosen I-IV – Solo für Sopransaxophon oder Violine (1992)[6]
- Silly Tilly And A Bird Called Walter (1994)[6]
- Dark Tales (1995)[6]
- Dance 4 U (1996)[6]
- Erst staunte Heitzmann, dann mahlte er (1997)[6]
- Tiny Tina (1998)[6]
- Jungle Me Mungle (1999)[6]
- Personal Notes – für Saxofon Quartett (2000)[6]
- Let’s Go Home – für Saxofon Quartett (2002)[6]
- A Dark Tale (2004)[6]
- Effe – für Saxofon Quintett (2005)[6]
- No Rhythm, No Change – für Saxofon Quartett (2006)[6]
- Coming Home (2007)[6]
- Rhythmatizing (2008)[6]
- Rejoycing (2009)[6]
- Seven Planes (2010)[6]
- Moon Over Rio (2010)[6]
- The Divine Line (2010)[6]

## Diskografie (Auswahl)

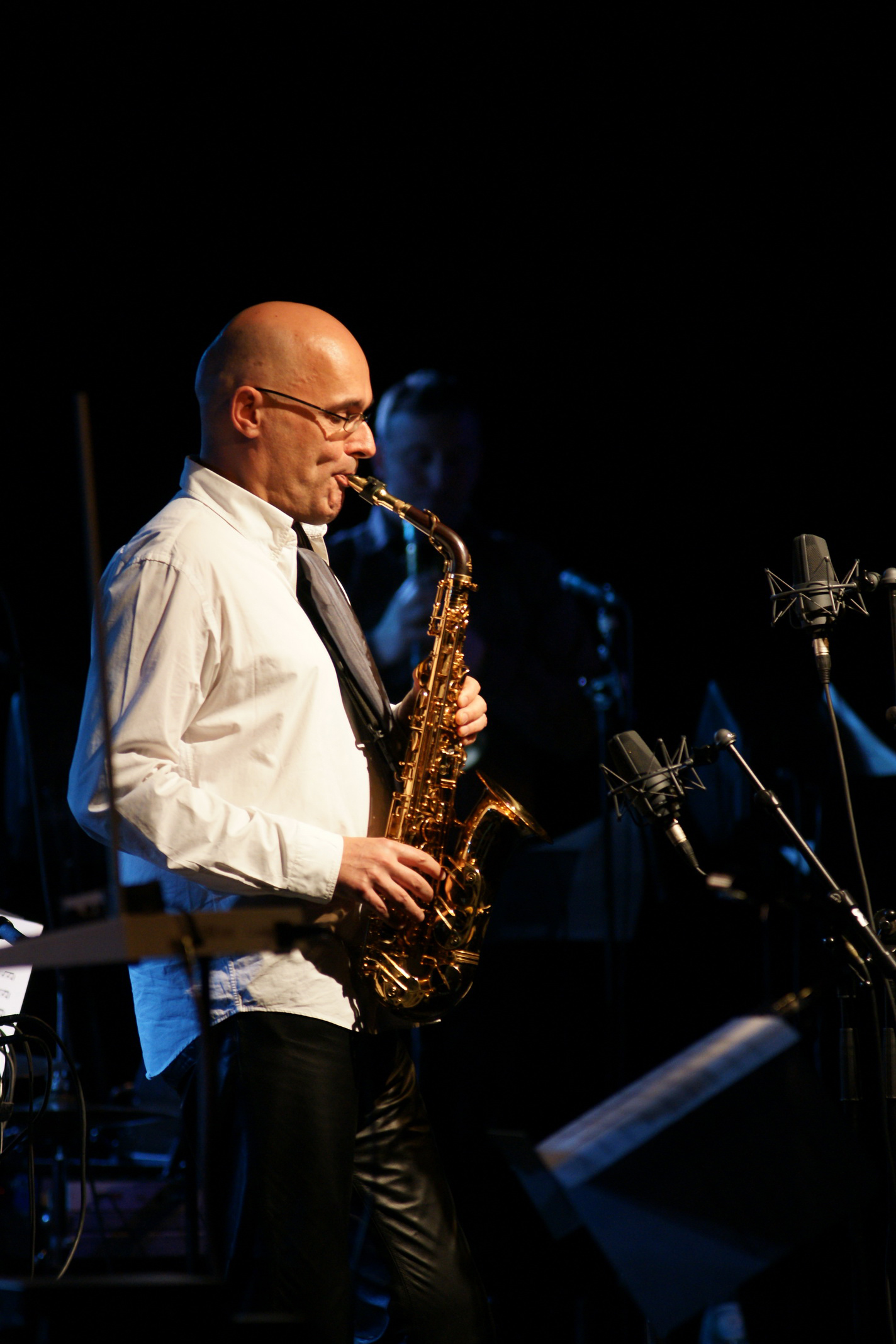
Heinrich von Kalnein @ Jazzahead 2008

- X-TRA (4) / Uli Rennert - Heinrich von Kalnein - Lars Lindvall: Electric Poems (Extraplatte, 1989)
- New Directions (nominiert für den Preis der deutschen Schallplattenkritik, Nabel 1995)
- Perfect World (u. a. mit Nguyên Lê, Shamrock Records 1998)
- Free Winds: Indian Air (mit Selvaganesh Vinayakram, Shamrock 1999)
- Blackbird – The Lennon/McCartney Songbook (Peregrina Music, 2002)
- Songlines (TCB Records, 2007)
- Kahiba Global Dialects (Intuition Records, 2009)
- JBBG – jazz bigband graz DVD Live @ Jazz Baltica (Intuition Records, 2010)
- Kahiba The Sixth Sense (Natango, 2014)
- Heinrich von Kalnein & Michael Abene: Dreamliner (Natango, 2015)
- Heinrich von Kalnein & KUG Saxophone Quartet: Möbius Strip (Natango, 2020, 2xCD)
- Kalnein/López/Schwarz: A Night in Vienna (Natango 2021)
- Heinrich von Kalnein & Sophie Min: Intertwined Trees (Natango 2024)[7]

## Lexigrafischer Eintrag
- Martin Kunzler: Jazz-Lexikon. Band 1: A–L. 2. Auflage. Rowohlt, Reinbek bei Hamburg 2004, ISBN 3-499-16512-0 (= rororo-Sachbuch, Band 16512).